# Peter and Gordon
Peter and Gordon waren een Brits popduo uit de jaren zestig van de 20e eeuw. Het duo bestond uit Peter Asher (22 juni 1944) en Gordon Waller (4 juni 1945 – 17 juli 2009). Asher en Waller zongen en begeleidden zichzelf daarbij op een gitaar, maar op al hun platen speelde ook een orkest mee. Hun single A world without love was een wereldwijde hit.

## Carrière

### Jaren zestig
Peter Asher en zijn zus Jane waren in de jaren vijftig jeugdacteurs. In 1955 traden ze samen op in een aflevering van de televisieserie The Adventures of Robin Hood. Peter en Gordon ontmoetten elkaar op de Westminster School. Ze bleken allebei te kunnen zingen en speelden allebei gitaar. Ze begonnen samen op te treden, eerst op feestjes en later in pubs. In 1962 gingen ze zich Peter and Gordon noemen. Ze sloten een contract met The Pickwick Club, waar ze de huisband werden. Daar bood de muziekproducent Norman Newell hun in het begin van 1964 een platencontract bij EMI aan.
Jane Asher had tussen 1963 en 1968 een relatie met Paul McCartney van The Beatles. Paul McCartney schreef in die tijd een paar liedjes voor Peter and Gordon, zoals A world without love, Nobody I know en I don't want to see you again. Deze drie nummers staan, zoals gebruikelijk bij een liedje van Paul McCartney uit deze periode, op naam van Lennon-McCartney. Woman is ook geschreven door McCartney, maar staat op naam van Bernard Webb. Het was een test om te zien of een liedje van McCartney ook zonder zijn naam succes kon hebben. Het duo nam ook If I fell op, ook een liedje van Lennon-McCartney, maar dan een dat The Beatles zelf ook al hadden opgenomen. Het staat op het album Lady Godiva.
A world without love, dat McCartney had geschreven voor The Beatles, maar niet goed genoeg vond, werd in 1964 de eerste plaat voor Peter and Gordon. McCartney mocht het nummer dan wel niet geschikt vinden voor The Beatles, het viel goed bij het publiek. Het haalde de eerste plaats in de UK Singles Chart, de hitparade van het Verenigd Koninkrijk, en in de Billboard Hot 100, de hitparade van de Verenigde Staten.
A world without love is een van de ‘500 songs that shaped rock’ van de Rock and Roll Hall of Fame.
Het duo wist het succes tot in 1967 vast te houden, maar een eerste plaats lukte niet meer. Andere grote hits waren:
- I go to pieces (1964), een nummer van Del Shannon, die het duo had leren kennen tijdens een gezamenlijke tournee door Australië. Het was geen hit in het Verenigd Koninkrijk, maar haalde de negende plaats in de Amerikaanse Hot 100.
- True love ways (1965), een liedje van Buddy Holly, dat in het VK de tweede en in de VS de veertiende plaats haalde.
- To know him, is to love him (1965), voor deze gelegenheid omgedoopt in To know you, is to love you, goed voor een vijfde plaats in de Britse en een 24e plaats in de Amerikaanse hitparade.
- Lady Godiva (1966), dat in het VK een zestiende plaats haalde en in de VS een zesde.

In Nederland hebben Peter and Gordon nooit een toptienhit gehad. Woman scoorde met een vijftiende plaats in de Nederlandse Top 40 het hoogst.
Lady Godiva van 1966 was meteen hun laatste hit in het Verenigd Koninkrijk. In de Verenigde Staten haalden ze nog drie maal de Hot 100. De grootste hit van de drie was Knight in rusty armour (1967) met een vijftiende plaats.
In 1968 gingen Peter en Gordon uit elkaar. Peter Asher werd hoofd A&R voor Apple Records, de platenmaatschappij van The Beatles. Later ging hij wonen in Californië, waar hij werk vond als muziekproducent. Hij werkte onder andere met Linda Ronstadt, James Taylor en 10,000 Maniacs. Gordon Waller begon een solocarrière, maar die kwam niet van de grond. Daarna speelde hij in musicals (onder andere de rol van farao in Joseph and the Amazing Technicolor Dreamcoat) en zette hij een muziekuitgeverij op.

### Jaren nul

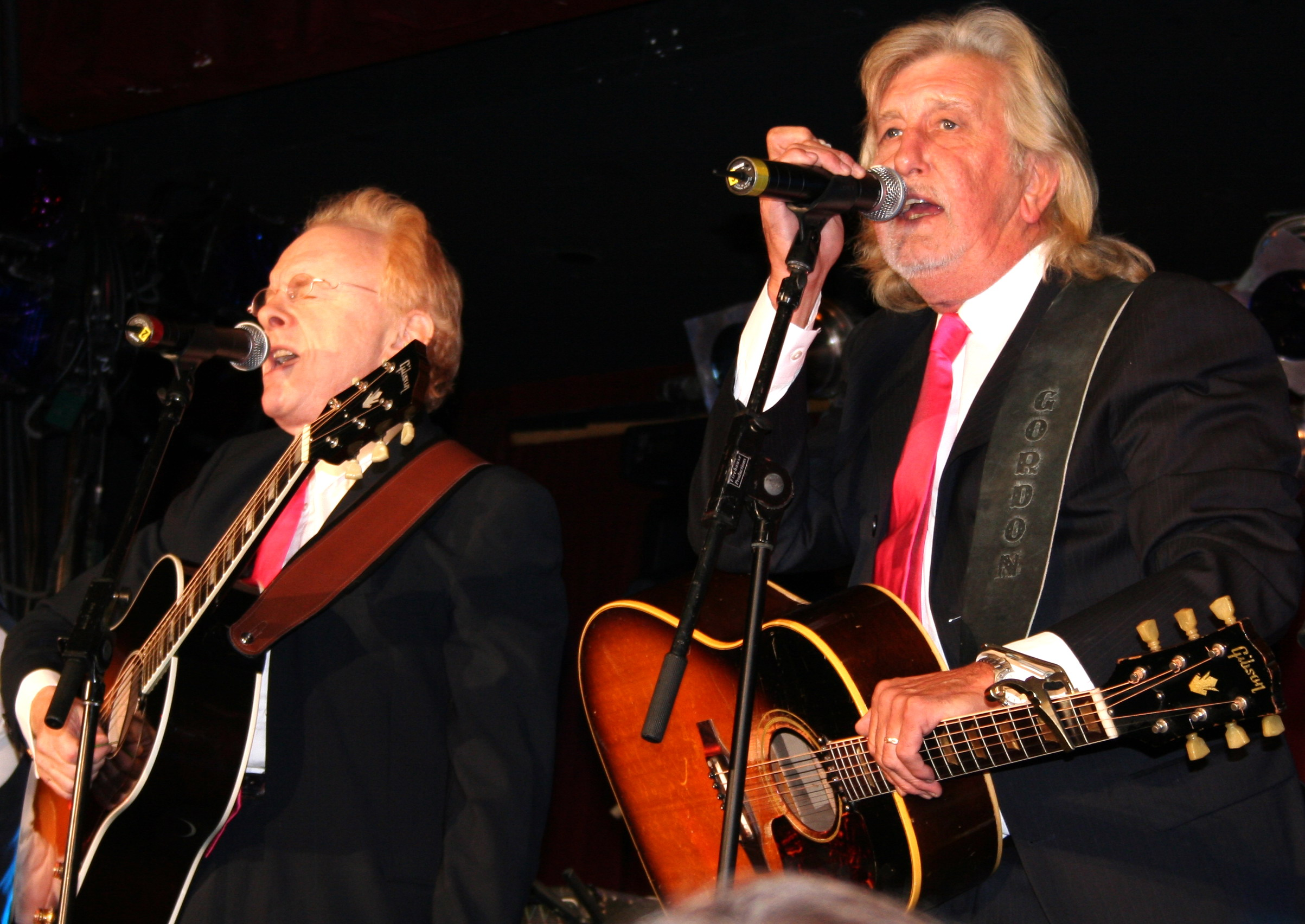
Peter and Gordon tijdens een benefietconcert voor Mike Smith in 2005

In augustus 2005 werd Peter Asher en Gordon Waller gevraagd of ze nog eens samen wilden optreden tijdens twee benefietconcerten voor Mike Smith, de vroegere zanger van The Dave Clark Five, die na een val verlamd was geraakt en te weinig geld had voor de nodige verpleging.
De hernieuwde kennismaking beviel goed en daarna trad het duo weer regelmatig op. Zo waren ze tweemaal van de partij op het jaarlijkse Fest for Beatles Fans. Op 2 februari 2009 gaven ze een optreden tijdens de 50 Winters Later Celebration ter nagedachtenis van Buddy Holly, Ritchie Valens en The Big Bopper, die op 3 februari 1959 bij een vliegtuigongeluk om het leven waren gekomen.
Aan de hernieuwde samenwerking kwam een eind op 17 juli 2009, toen Gordon Waller overleed aan een hartinfarct.
Victoria Asher, de dochter van Peter, speelde keytar in de band Cobra Starship en treedt sinds 2015 op als solo-artiest onder de naam Vicky-T.

## Discografie

### Singles
| Uitgebracht                         | Voorkant                              | Achterkant                                          | Hoogste notering Groot-Brittannië | Hoogste notering Verenigde Staten |
| ----------------------------------- | ------------------------------------- | --------------------------------------------------- | --------------------------------- | --------------------------------- |
| VK: februari 1964 VS: april 1964    | A world without love                  | If I were you                                       | 1                                 | 1                                 |
| VK: mei 1964 VS: juni 1964          | Nobody I know                         | You don't have to tell me                           | 10                                | 12                                |
| september 1964                      | I don't want to see you again         | I would buy you presents                            | –                                 | 16                                |
| VK: november 1964 VS: december 1964 | I go to pieces                        | Love me baby                                        | –                                 | 9                                 |
| maart 1965                          | True love ways                        | If you wish                                         | 2                                 | 14                                |
| VK: – VS: april 1965                | There's no living without your loving | A stranger with a black dove                        | –                                 | 50                                |
| juni 1965                           | To know you, is to love you           | I told you so                                       | 5                                 | 24                                |
| VK: oktober 1965 VS: –              | Baby I'm yours                        | When the black of your eyes turn to grey            | 19                                | –                                 |
| VK: – VS: oktober 1965              | Don't pity me                         | Crying in the rain                                  | –                                 | 83                                |
| VK: februari 1966 VS: januari 1966  | Woman                                 | Wrong from the start                                | 28                                | 14                                |
| VK: juni 1966 VS: mei 1966          | To show I love you                    | VK: Don't pity me VS: Start trying someone else     | –                                 | 98                                |
| september 1966                      | Lady Godiva                           | VK: Morning's calling VS: The town I live in        | 16                                | 6                                 |
| november 1966                       | Knight in rusty armour                | The flower lady                                     | –                                 | 15                                |
| februari 1967                       | Sunday for tea                        | VK: Start trying someone else VS: Hurtin' is lovin’ | –                                 | 31                                |
| mei 1967                            | The jokers                            | Red, cream and velvet                               | –                                 | 97                                |
| VK: – VS: december 1967             | Greener days                          | Never ever                                          | –                                 | –                                 |
| VK: april 1968 VS: –                | I feel like going out                 | The quest for the Holy Grail                        | –                                 | –                                 |
| juli 1968                           | You've had better times               | Sipping my wine                                     | –                                 | –                                 |
| mei 1969                            | I can remember (not too long ago)     | Hard time, rainy day                                | –                                 | –                                 |

### Langspeelplaten in het Verenigd Koninkrijk
- Peter & Gordon (1964)
- In touch with Peter & Gordon (1964)
- Hurtin' 'n' lovin' (1965)
- Peter & Gordon (1966)
- Woman (1966)
- Somewhere (1966)

### Langspeelplaten in de Verenigde Staten en Canada
- A world without love (1964)
- I don't want to see you again (1964)
- I go to pieces (1965)
- True love ways (1965)
- Peter & Gordon sing and play the hits of Nashville Tennessee (1966)
- Lady Godiva (1967)
- Knight in rusty armour (1967)
- In London for tea (1967)
- Hot, cold & custard (1968)

### Verzamelalbums (selectie)
- The best of Peter and Gordon (1966)
- The ultimate collection (2001)
- The definitive collection – A world without love (3 cd’s) (2003)
- Peter and Gordon plus (2009)

## Nederlandse hitnoteringen

### Peter and Gordon in de Nederlandse Top 40
| Single met eventuele hitnotering(en) in de Nederlandse Top 40 | Datum van verschijnen | Datum van binnenkomst | Hoogste positie | Aantal weken | Opmerkingen |
| ------------------------------------------------------------- | --------------------- | --------------------- | --------------- | ------------ | ----------- |
| True love ways                                                |                       | 15-05-1965            | 36              | 1            |             |
| True love ways                                                |                       | 29-05-1965            | 17              | 8            | Re-entry    |
| To know you is to love you                                    |                       | 31-07-1965            | 20              | 7            |             |
| Woman                                                         |                       | 02-04-1966            | 15              | 13           |             |
| Lady Godiva                                                   |                       | 22-10-1966            | 30              | 6            |             |
| Knight in rusty armour                                        |                       | 17-12-1966            | 31              | 5            |             |

### NPO Radio 2 Top 2000
| Nummers met noteringen in de NPO Radio 2 Top 2000 | '99  | '00  | '01 | '02  |
| ------------------------------------------------- | ---- | ---- | --- | ---- |
| A World Without Love                              | -    | 1810 | -   | -    |
| To Know You Is to Love You                        | 1964 | -    | -   | -    |
| True Love Ways                                    | 1580 | -    | -   | 1415 |

1. ↑  Een '-' betekent dat het nummer niet was genoteerd en een vetgedrukt getal geeft de hoogste notering van een nummer aan.
2. ↑  Deze tabel is bijgewerkt tot en met de laatste editie (2024).